# Kundur, Heggadadevankote
Kundur là một làng thuộc tehsil Heggadadevankote, huyện Mysore, bang Karnataka, Ấn Độ.